# Love over Gold
| 전문가 평가      | 전문가 평가 |
| 평가 점수        | 평가 점수   |
| 출처             | 점수        |
| ---------------- | ----------- |
| AllMusic         | "           |
| Robert Christgau | C+          |
| Pitchfork        | 8.7/10      |
| Rolling Stone    | [ 6 ]       |

《Love over Gold》는 영국의 록 밴드 다이어 스트레이츠의 네 번째 스튜디오 음반으로, 1982년 9월 24일에 국제적으로 버티고 레코드와 미국의 워너 브라더스 레코드에 의해 발매되었다. 이 음반에는 영국 싱글 차트에서 2위에 오른 두 개의 싱글 〈Private Investigations〉와 미국 《빌보드》 메인스트림 록 트랙 차트에서 9위에 오른 〈Industrial Disease〉가 수록됐다. 타이틀곡은 2년 후 라이브 버전에서 싱글로 발매되었고, 프랑스에서 15위, 뉴질랜드에서 29위, 네덜란드에서 43위, 그리고 밴드의 모국인 영국에서 50위에 올랐다. 이 음반은 호주, 오스트리아, 이탈리아, 뉴질랜드, 노르웨이, 영국의 음반 차트에서 1위를 차지했고, 미국에서는 19위를 차지했다. 《Love over Gold》는 나중에 미국에서 골드, 프랑스와 독일에서 플래티넘, 캐나다와 영국에서 더블 플래티넘 인증을 받았다.

## 배경
1981년 7월 6일 룩셈부르크에서 On Location Tour가 끝난 후 마크 노플러는 다이어 스트레이츠의 다음 음반을 위해 곡을 쓰기 시작했다. On Location Tour 를 위해 밴드에 합류한 앨런 클라크 (키보드)와 할 린데스 (기타)도 새 음반에 참여할 예정이다. 이 음반은 드러머 픽 위더스가 참여한 마지막 음반이기도 했다.

## 발매
《Love over Gold》는 1982년 9월 20일에 처음에는 바이닐 LP와 카세트로 발매되었고 나중에는 콤팩트 디스크로 발매되었다. 〈Private Investigations〉는 유럽에서 이 음반의 리드 싱글로 발매되었다. 거의 7분의 길이에도 불구하고 영국에서 2위에 올랐으며, 영국에서는 다이어 스트레이츠가 5위 안에 진입한 첫 번째 싱글이다. 미국에서는 1983년 빌보드 핫 100에서 75위에 도달하면서, 가장 짧은 트랙인 〈Industrial Disease〉가 싱글로 발매되었다.
이 음반은 1996년 국제적으로 버티고 레코드에 의해 다이어 스트레이츠 카탈로그의 나머지 부분과 함께 리마스터링되고 재발매되었으며, 2000년에는 미국의 워너 브라더스 레코드에 의해 재발매되었다. 리마스터링된 CD는 커버 아트를 약간 변형시킨 것이 특징이다. 번개의 이미지도 어느 정도 확대되고 밝아져 더 보라색이 된다. 이 음반은 커버 아트가 변경된 유일한 리마스터링된 다이어 스트레이츠 CD로 남아있다(미국 리마스터링된 CD는 여전히 오리지널 비닐 LP 아트를 보유하고 있다).

## 곡 목록
모든 곡들은 마크 노플러에 의해 작사/작곡하였다.
| #  | 제목                       | 재생 시간 |
| -- | -------------------------- | --------- |
| 1. | 〈Telegraph Road〉         | 14:18     |
| 2. | 〈Private Investigations〉 | 6:46      |

| #  | 제목                   | 재생 시간 |
| -- | ---------------------- | --------- |
| 3. | 〈Industrial Disease〉 | 5:50      |
| 4. | 〈Love over Gold〉     | 6:17      |
| 5. | 〈It Never Rains〉     | 7:59      |

## 인증
| 국가                                                                                         | 인증        | 판매량/출하량 |
| -------------------------------------------------------------------------------------------- | ----------- | ------------- |
| 오스트레일리아 (ARIA)                                                                        | 2× 플래티넘 | 100,000^      |
| 오스트리아 (IFPI 오스트리아)                                                                 | 플래티넘    | 50,000*       |
| 캐나다 (뮤직 캐나다)                                                                         | 2× 플래티넘 | 200,000^      |
| 핀란드 (Musiikkituottajat)                                                                   | 플래티넘    | 64,912        |
| 프랑스 (SNEP)                                                                                | 플래티넘    | 400,000*      |
| 독일 (BVMI)                                                                                  | 플래티넘    | 500,000^      |
| 이탈리아 (FIMI) sales since 2009                                                             | 골드        | 25,000        |
| 네덜란드 (NVPI)                                                                              | 플래티넘    | 100,000^      |
| 뉴질랜드 (RMNZ)                                                                              | 플래티넘    | 15,000^       |
| 스페인 (PROMUSICAE)                                                                          | 골드        | 50,000^       |
| 영국 (BPI)                                                                                   | 2× 플래티넘 | 600,000^      |
| 미국 (RIAA)                                                                                  | 골드        | 500,000^      |
| 유고슬라비아                                                                                 | —           | 21,979        |
| *판매량을 기반으로 한 인증 · ^출하량을 기반으로 한 인증 · 판매량+스트리밍을 기반으로 한 인증 |             |               |